# Sapygidae
I Sapygidi (Sapygidae) sono una famiglia di imenotteri vespoidei.

## Biologia
Sono cleptoparassiti o ectoparassiti di larve di vespe e api (Megachilidae, Anthophoridae e Eumeninae).

## Tassonomia
La famiglia è composta da 12 generi e circa 80 specie:
- Araucania
- Asmisapyga
- Eusapyga
- Fedtschenkia
- Huarpea
- Krombeinopyga
- Monosapyga
- Parasapyga
- Polochridium
- Polochrum
- Sapyga
- Sapygina